# La 8
La 8 е телевизионен канал в Испания със седалище в град Валядолид, автономна област Кастилия и Леон. Той е собственост на Радио и телевизия на Кастилия и Леон. Създаден е и започва да излъчва през 2009 г.

## История
Каналът започва излъчването си на 9 март 2009 г. като CyL8. През септември 2011 г. той се преименува на La 8.

## Логотипи
- Лого от 2009 до 2011 г.